# Sông Hiếu (Nghệ An)
Sông Hiếu, còn có tên gọi là sông Con, một trong những con sông lớn tại Nghệ An .
Sông Hiếu là một phụ lưu của sông Lam, bắt nguồn từ vùng núi huyện Quế Phong, chảy quanh co theo hướng đông - nam qua Quỳ Châu, Quỳ Hợp, Nghĩa Đàn, đến thị xã Thái Hòa, rồi đổi hướng chảy theo hướng tây nam qua huyện Tân Kỳ, Anh Sơn và hợp nhất với sông Lam tại xã Đỉnh Sơn, Anh Sơn.
Sông có tổng chiều dài khoảng 220 km, là phụ lưu lớn nhất của sông Lam